# Liste des évêques de Pavie

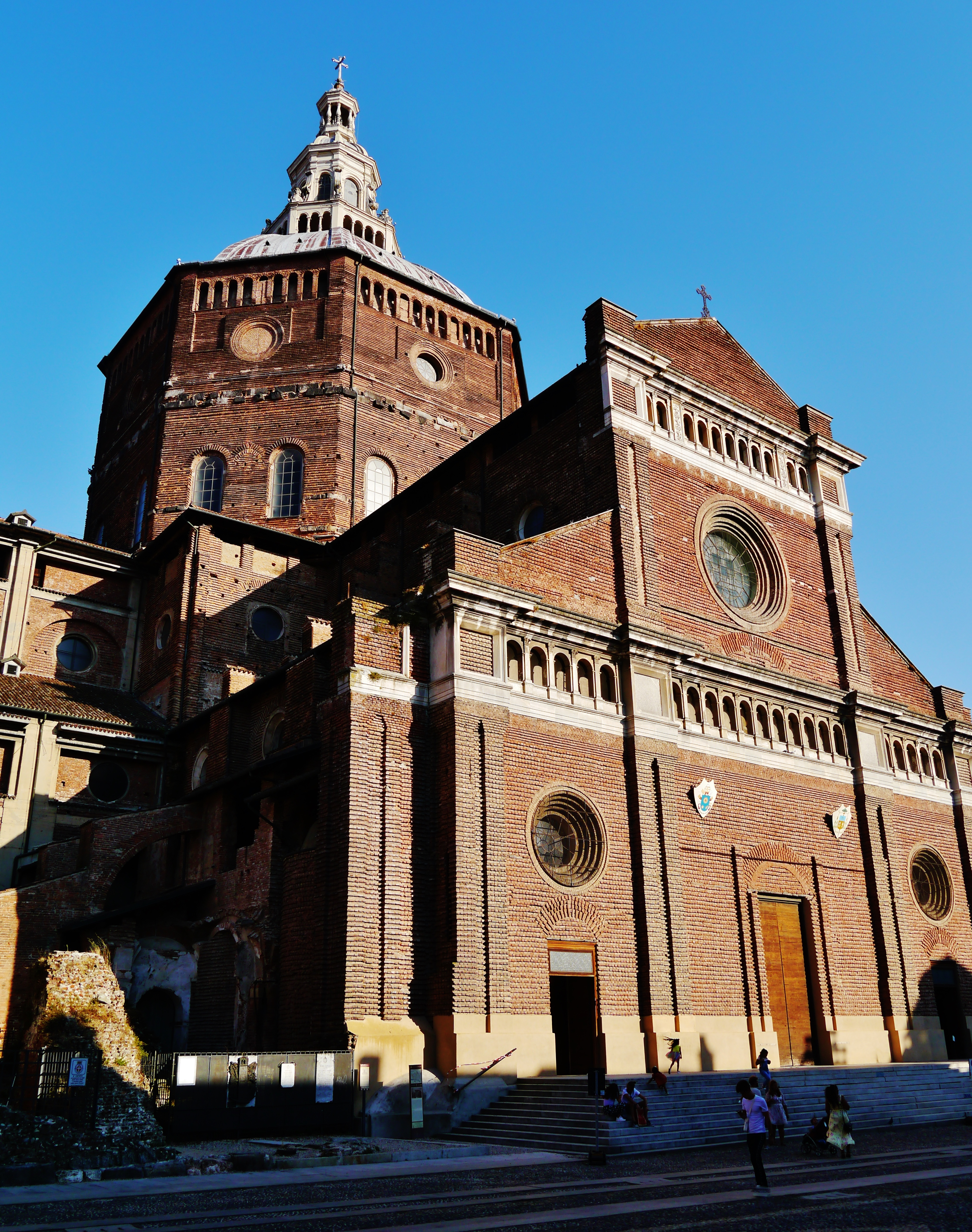
La cathédrale Saint-Étienne-et-Notre-Dame-de-l'Assomption de Pavie.

Le diocèse de Pavie (latin: Dioecesis Papiensis) est un diocèse italien avec résidence à Pavie et fondé au Ier siècle. Le diocèse est suffragant de l'archidiocèse de Milan.

## Évêques
- Syr (Syrus) (Ier siècle)
- Juvence (Juventius) (IIe siècle)
- Pompeus Ier (339-353)
- Profuturo (392-397)
- Obediano (397-410)
- Ursicino (410-433)
- Crispin Ier (433-467)
- Épiphane (466–496)
- Massimo (499-514)
- Ennode (514–521)
- Crispin II (521-541)
- Paul (541-566)
- Pompeus II (566-579)
- Sévère (579-605)
- Boniface (605-620)
- Thomas (620-ca. 656)
- Anastase (vers 658-680)
- Damien (680-710)
- Armentario (710-722)
- Pierre Ier (722-736)
- Theodor (743-778)
- Agostino (778)
- Girolamo (778-791)
- Ireneo (791-795)
  - Waldo de Reichenau (791 ou 795-802) (administrateur)
- Gandolf (802-805)
- Pierre II (805-813)
- Jean Ier (813-826)
- Sebastien (826-830)
- Diodato (830-841)
- Liutardo (841-864)
- Litifred Ier (864-874)
- Jean  II (874-911)
- Jean  III (912-924)
- Léon (924-943 ou 930)
- Litifred II (943 ou 930-971)
- Petrus Canepanova (971–983)
- Guidon (984-1008)
- Rainaldo (1008–1056)
- Enrico Astari (1057–1068)
- Guillaume de  Montferrat (1068–1104) (maison Alérame)
- Guido Pescari (1104–1118)
- Bernardo Lonati (1119–1130)
- Pietro Rosso (1130–1139)
- Alfano Confalonieri (1139–1147)
- Pietro Toscani (1147–1180)
- Lanfranco Beccari (1180–1198)
- Bernardo Balbi (1198–1213)
- Rodobaldo de' Sangiorgio (1213–1215)
- Fulco Scotti (1216–1228)
- Rodobaldo Cepolla (1230–1254)
- Guglielmo da Caneto (1256–1272)
  - Corrado Beccaria (1272–1292) (anti-évêque)
- Guido Zazzi (1274–1294)
- Guido Langosco (1295–1311)
- Isnardo Tacconi (1311–1319) (administrateur apostolique)
- Giovanni Beccaria (1320–1323) (administrateur apostolique)
- Carante Sannazzari (1323–1328)
- Giovanni Fulgosi (1328–1342)
- Matteo Riboldi (1342–1343)
- Pietro Spelta (1343–1356)
- Alchiero Alchieri (1356–1361)
- Francesco Sottoriva (1364–1386)
- Guglielmo Centueri (1386–1402)
- Pietro Grassi (1402–1426)
- Francesco Piccolpasso (1427–1435)
- Enrico Rampini (1435–1443)
  - Bernardo Landriano (1442 ? -1446)
- Giacomo Borromeo (1446–1453)
- Giovanni Castiglione (1453–1460)
- Giacomo Ammannati Piccolomini (1460–1479)
- Ascanio Maria Sforza (1479–1505)
- Francesco Alidosi (1505–1511)
- Antonio Maria Ciocchi del Monte (1511–1516)
- Giovanni Maria Ciocchi del Monte (1521–1530)
- Giovan Girolamo de' Rossi (1530–1539)
- Siège vacant (1539–1560)
- Ippolito de Rossi (1564–1591)
- Alexandre Sauli (1591–1592)
- Francesco Gonzaga (1593)
- Guglielmo Bastone (1593–1608)
- Giovanni Battista Biglia (1609–1617)
- Fabrizio Landriani (1617–1637)
- Giovanni Battista Sfondrati (1639–1647)
- Francesco Biglia (1648–1659)
- Girolamo Melzi (1659–1672)
  - Gregory Barbadigo (1664–1697)
- Lorenzo Trotti (1672–1700)
- Jacopo Antonio Morigia, B. (1701–1708)
- Agostino Cusani (1711–1724)
- Francesco Pertusati (1724–1752)
- Carlo Durini (1753–1769)
- Bartolomeo Olivazzi (1769–1791)
- Giuseppe Bertieri, O.A.D. (1793–1804)
- Paolo Lamberto D'Allègre (1807–1821)
- Luigi Tosi (1823–1845)
- Angelo Ramazzotti (1850–1858)
- Pietro Maria Ferrè (1860–1867)
- Lucido Maria Parocchi (1871–1877)
- Agostino Gaetano Riboldi (1877–1901)
- Francesco Ciceri (1901–1924)
- Giuseppe Ballerini (1924–1933)
- Giovanni Battista Girardi (1934–1942)
- Carlo Allorio (it) (1942–1968)
- Antonio Giuseppe Angioni (it) (1968–1986)
- Giovanni Volta (1986–2003)
- Giovanni Giudici (2003–2015)
- Corrado Sanguineti (depuis 2015)